# Camponotus viri
Camponotus viri é uma espécie de inseto do gênero Camponotus, pertencente à família Formicidae.